# Domicyliat
Domicyliat – osoba, w której lokalu płatny jest weksel. 
Domicyliat to w stosunku do zobowiązania wekslowego osoba trzecia, tzn. niebędąca stroną zobowiązania wekslowego. Jedyną czynnością tej osoby jest wykup weksla na polecenie wystawcy. Domicyliat nie odpowiada za zapłatę weksla, wykonuje jedynie usługę inkasa. Domicyliatem z reguły bywa bank wystawcy weksla, który ma wykupić weksel z dostarczonych przez wystawcę środków. 
Domicyl (wskazanie domicyliata) nie jest koniecznym składnikiem treści weksla.